# Nemzeti Bajnokság IV 1943–1944
Nemzeti Bajnokság IV 1943–1944 sau liga a 4-a maghiară sezonul 1943–1944 a fost al 28-lea sezon desfășurat în această competiție.

## Istoric și format
Liga a patra a fost formată din 25 de serii. Doar în seriile Bichișciaba, Baia Mare, Debrețin (Tisa de Sus) grupa Subcarpatică, Ardeal, și Sălaj au evoluat echipe românești. 
Cele 30 serii au fost: 
| - Seghedin(fosta Alföld) - Budapesta, grupa Sud - Budapesta, grupa Nord - Budapesta, grupa Est - Debrețin (Tisa de Sus) grupa Debrețin - Debrețin (Tisa de Sus) grupa De Sus | - Gyor(fosta TransDanubia) grupa Gyor - Gyor grupa Székesfehérvár - Gyor grupa Szombathely - Centrală(fosta Dunăre-Tisa) grupa Ériu - Centrală grupa Racoș - Centrală grupa Solnoc | - Centrală grupa Vac - Mișcolț(fosta De Sus) grupa Bukk - Mișcolț(fosta De Sus) grupa Matra - MOVE grupa Rakoczi - MOVE grupa Szechenyi - MOVE grupa Zrinyi | - Pecs(fosta TransDanubia de Sud), grupa Pecs - Pecs(fosta TransDanubia Sud), grupa Somogy-Zalai - Pecs(fosta TransDanubia Sud), grupa Tolna - Subotica, grupa Sud - Subotica, grupa Nord - Novi Sad, grupa Est | - Novi Sad, grupa Vest - Bichișciaba - Baia Mare - Debrețin (Tisa de Sus) grupa Subcarpatică - Ardeal - Sălaj |

## Seria Bichișciaba (fosta Criș)
Echipele participante au fost din 9 orașe:  
- Bichișciaba: AS Tricotaje
- Ciorvaș: CS
- Jula: AS, CA
- Mezobereni: AS
- Békésszentandrás: Huniad
- Condoroș: AS
- Gyomandrod: SG
- Oradea: CA II,
- Orosháza: ASM
- Sarvaș: AS Turul MOVE
- Salonta: CS
- Totcomloș: AS

Doar Oradea a avut mai mult de o echipă.
| Poz | Echipă                                            | Pld | W  | D | L  | GF  | GA | GD  | Pct |
| --- | ------------------------------------------------- | --- | -- | - | -- | --- | -- | --- | --- |
| 1   | AS Turul MOVE Sarvaș/Szarvasi MOVE Turul SE (C)   | 22  | 18 | 1 | 3  | 98  | 31 | +67 | 37  |
| 2   | CA Jula/Gyulai AC                                 | 22  | 15 | 4 | 3  | 63  | 37 | +26 | 34  |
| 3   | CS Salonta (P)                                    | 22  | 15 | 2 | 5  | 74  | 45 | +29 | 32  |
| 4   | CA Oradea II                                      | 22  | 13 | 3 | 6  | 121 | 37 | +84 | 29  |
| 5   | AS Totcomloș/ Tótkomlósi LE                       | 22  | 9  | 6 | 7  | 56  | 59 | -3  | 24  |
| 6   | AS Tricotaje Bichișciaba/Békéscsabai Rokka SE     | 22  | 9  | 4 | 9  | 41  | 56 | -15 | 22  |
| 7   | AS Condoroș/Kondorosi TE                          | 22  | 9  | 4 | 9  | 44  | 67 | -23 | 22  |
| 8   | Huniad Bichișsântandrei/Békésszentandrási Hunyadi | 22  | 9  | 3 | 10 | 44  | 42 | +2  | 21  |
| 9   | CS Ciorvaș/ Csorvási SK                           | 22  | 6  | 3 | 13 | 40  | 64 | -24 | 15  |
| 10  | Cercul de Educație Fizică Orosháza/Orosházi MTK   | 22  | 4  | 5 | 13 | 39  | 62 | -23 | 13  |
| 11  | SG Gyoma/Gyomai TK                                | 22  | 2  | 4 | 16 | 27  | 87 | -60 | 8   |
| 12  | ASI Bichiș/ Békési ISE                            | 22  | 3  | 1 | 18 | 31  | 91 | -60 | 7   |

(C) Campioana a fost AS Turul MOVE Sarvaș.
Surse:
Molnár László-Cziglédszky Sámuel: "O 100 de ani de fotbal Sărvășean, 1905-2005."/Szarvasi labdarúgás 100, 1905-2005
Colecția lui Hoffer András.

## Seria Baia Mare
Echipele participante au fost din 3 localități: 
- Baia Mare: AS Noroc Bun II, AS Petroșeni II, AS II,
- Baia Sprie: CA Trezoreria
- Copalnic-Mănăștur: AS

Baia Mare a avut mai mult de o echipă. Clasamentul la finalul turului.
| Poz | Echipă                      | Pld | W | D | L | GF | GA | GD | Pct |
| --- | --------------------------- | --- | - | - | - | -- | -- | -- | --- |
| 1   | CA Trezoreria Baia Sprie(C) | 5   | 5 | 0 | 0 | 10 | 2  | +8 | 10  |
| 2   | AS Baia Mare II             | 5   | 4 | 0 | 1 | 12 | 6  | +6 | 8   |
| 3   | Noroc Sus Baia Mare         | 5   | 2 | 1 | 2 | 10 | 9  | +1 | 5   |
| 4   | AS Noroc Bun Baia Mare II   | 5   | 2 | 1 | 2 | 8  | 10 | -2 | 5   |
| 5   | AS Petroșeni Baia Mare II   | 5   | 1 | 0 | 4 | 3  | 11 | -8 | 2   |
| 6   | Copalnic-Mănăștur           | 5   | 0 | 0 | 5 | 1  | 9  | -8 | 0   |

(C) Campioana a fost CA Trezoreria Baia Sprie.
Surse:
"Sportul Național"/"Nemzeti Sport" din 1943.11.07

## Debrețin (Tisa de Sus) grupa Subcarpatică
Echipele participante au fost din 10 localități: 
- Craihaza: CFM
- Hust: AS MOVE
- Seleușu Mare: ASL
- Sighetu Marmației: AS
- Slatina: Minerul

Baia Mare și Satu Mare au avut mai mult de o echipă.

### Tur
| Poz | Echipă                                                     | Pld | W | D | L | GF | GA | GD  | Pct |
| --- | ---------------------------------------------------------- | --- | - | - | - | -- | -- | --- | --- |
| 1   | AS Sighetul Marmației/Máramarosszigeti SE (C)              | 9   | 7 | 1 | 1 | 35 | 10 | +25 | 15  |
| 2   | AS Frasin/Kőrösmezei LE                                    | 9   | 7 | 1 | 1 | 30 | 17 | +13 | 15  |
| 3   | AS MOVE Hust/Huszti MOVE SE                                | 9   | 6 | 1 | 2 | 36 | 14 | +22 | 13  |
| 4   | AL Rahău/Rahoi LE                                          | 9   | 5 | 1 | 3 | 19 | 21 | -2  | 11  |
| 5   | CS Ruși Hust/Huszti Rusj SK                                | 9   | 5 | 1 | 3 | 14 | 17 | -3  | 11  |
| 6   | AS Teresva/Taracközi SE                                    | 9   | 5 | 0 | 4 | 10 | 24 | -14 | 10  |
| 7   | AS Minerul Slatina/Aknaszlatinai Bányász TE/Királyházi MÁV | 9   | 4 | 0 | 5 | 21 | 19 | +2  | 8   |
| 8   | AL Bocicoiu Mare/Nagybocskói LE                            | 9   | 2 | 0 | 7 | 8  | 18 | -10 | 4   |
| 9   | AS Seleușu Mare/Nagyszőllősi SE II.                        | 9   | 1 | 1 | 7 | 9  | 20 | -11 | 3   |
| 10  | AS CFM Craihaza/Királyházi MÁV SE II.1                     | 9   | 0 | 0 | 9 | 0  | 0  | 0   | 0   |

(C) Campioana de toamnă a fost AS Sighetul Marmației/Máramarosszigeti SE.
1 S-a retras.
Surse:
"Sportul Național"/"Nemzeti Sport" din 1944.08.01
| Poz | Echipă                                                     | Pld | W | D | L | GF | GA | GD | Pct |
| --- | ---------------------------------------------------------- | --- | - | - | - | -- | -- | -- | --- |
| 1   | AS MOVE Hust/Huszti MOVE SE (C)                            | -   | - | - | - | -  | -  | -  | -   |
| 2   | AS Sighetul Marmației/Máramarosszigeti SE                  | -   | - | - | - | -  | -  | -  | -   |
| 3   | AS Frasin/Kőrösmezei LE                                    | -   | - | - | - | -  | -  | -  | -   |
| 4   | AL Rahău/Rahoi LE                                          | -   | - | - | - | -  | -  | -  | -   |
| 5   | CS Ruși Hust/Huszti Rusj SK                                | -   | - | - | - | -  | -  | -  | -   |
| 6   | AS Teresva/Taracközi SE                                    | -   | - | - | - | -  | -  | -  | -   |
| 7   | AS Minerul Slatina/Aknaszlatinai Bányász TE/Királyházi MÁV | -   | - | - | - | -  | -  | -  | -   |
| 8   | AL Bocicoiu Mare/Nagybocskói LE                            | -   | - | - | - | -  | -  | -  | -   |
| 9   | AS Seleușu Mare/Nagyszőllősi SE II.                        | -   | - | - | - | -  | -  | -  | -   |
| 10  | AS CFM Craihaza/Királyházi MÁV SE II.1                     | -   | - | - | - | -  | -  | -  | -   |

(C) Campioana a fost AS MOVE Hust.
1 S-a retras.
Surse:
"Sportul Național"/"Nemzeti Sport" din 1944.08.01

### Playoff Seria Debrețin:
Debrețin MTE – Huszti MOVE 5:0 (3:0)
ASG MOVE Hust – Perecsényi SE 2:3 (2:2)
AS Perecseny – AGM Debrețin 1:0 (0:0), 2:5
1. MTE Debrecen
2. Perecsenyi ASB
3. Huszti MOVE SE

## Ardeal (fosta Cluj)
Echipele participante au fost din 2 localități:  
- Cluj: AS Bastionul II, CA II, ASM, AS CFM II, ASSE, AS Poștașul și CA Universitar.
- Ticu-Colonie: AG

Doar Cluj a avut mai multe echipe reprezentative.
| Poz | Echipă                                                                   | Pld | W | D | L | GF | GA | GD | Pct |
| --- | ------------------------------------------------------------------------ | --- | - | - | - | -- | -- | -- | --- |
| 1   | AS Colegiul de Agricultură Cluj/Kolozsvári Mezőgazdasági Főiskolai SE(C) | 5   | 4 | 1 | 0 | –  | –  | –  | 9   |
| 2   | AMEF Cluj II / Kolozsvári MTE II.                                        | 5   | 4 | 0 | 1 | –  | –  | –  | 8   |
| 3   | AG Ticu-Colonie / Ferencbányai TC                                        | 5   | 3 | 1 | 1 | –  | –  | –  | 7   |
| 4   | ASSE Cluj / Kolozsvári Közgazdasági Alkalmazottak SE II                  | 5   | 2 | 0 | 3 | –  | –  | –  | 4   |
| 5   | AS Poștașul Cluj / Kolozsvári Postás SE II.                              | 5   | 1 | 0 | 4 | –  | –  | –  | 2   |
| 6   | Corvinul Cluj II/ Kolozsvári Corvin II.                                  | 5   | 0 | 0 | 5 | –  | –  | –  | 0   |

(C) Campioana a fost AS Colegiul de Agricultură Cluj.

## Silvania/Sălaj
Echipele participante au fost din 5 localități:
- Săcueni:
- Jibou: CFM
- Marghita: CA
- Șimleu Silvaniei: Bathory
- Tășnad: AS

| Poz | Echipă                                              | Pld | W | D | L | GF | GA | GD | Pct |
| --- | --------------------------------------------------- | --- | - | - | - | -- | -- | -- | --- |
| 1   | Bathory Șimleu Silvaniei/Szilágysomlyói Báthori (C) | –   | – | – | – | –  | –  | –  | –   |
| 2   | CFM Jibou / Zsibói MÁV                              | –   | – | – | – | –  | –  | –  | –   |
| 3   | AS Tășnad / Tasnádi SE                              | –   | – | – | – | –  | –  | –  | –   |
| 4   | CA Marghita / Margittai AC                          | –   | – | – | – | –  | –  | –  | –   |
| 5   | Săcueni / Székelyhíd                                | –   | – | – | – | –  | –  | –  | –   |

(C) Campioana a fost AS Colegiul de Agricultură Cluj.
Surse:
"Sportul Național"/"Nemzeti Sport" din 1943

## Vezi și
- Prima ligă maghiară 1943–1944
- Liga a 2-a maghiară 1943–1944
- Liga a 3-a maghiară 1943–1944
- Prima ligă maghiară
- Liga a 2-a maghiară
- Liga a 3-a maghiară